# Garissone Innocent
Garissone Innocent (Ivry-sur-Seine, Isla de Francia, Francia, 16 de abril de 2000) es un futbolista haitiano que juega en la demarcación de portero.

## Biografía
Tras empezar a formarse como futbolista en el París Saint-Germain. Finalmente hizo su debut con el S. M. Caen el 18 de diciembre de 2020 en la Ligue 2 contra el U. S. L. Dunkerque.

## Clubes

### Estadísticas
Actualizado al último partido disputado el 20 de noviembre de 2021.
| Club                                   | Div.          | Temporada     | Liga  | Liga  | Copas nacionales(1) | Copas nacionales(1) | Torneos internacionales(2) | Torneos internacionales(2) | Total | Total |
| Club                                   | Div.          | Temporada     | Part. | Goles | Part.               | Goles               | Part.                      | Goles                      | Part. | Goles |
| -------------------------------------- | ------------- | ------------- | ----- | ----- | ------------------- | ------------------- | -------------------------- | -------------------------- | ----- | ----- |
| Paris Saint-Germain F. C. "II" Francia | 4.ª           | 2018-19       | 3     | 0     | 0                   | 0                   | 0                          | 0                          | 3     | 0     |
| Paris Saint-Germain F. C. "II" Francia | Total club    | Total club    | 3     | 0     | 0                   | 0                   | 0                          | 0                          | 3     | 0     |
| S. M. Caen Francia                     | 2.ª           | 2020-21       | 3     | 0     | 0                   | 0                   | 0                          | 0                          | 3     | 0     |
| S. M. Caen Francia                     | Total club    | Total club    | 3     | 0     | 0                   | 0                   | 0                          | 0                          | 3     | 0     |
| Vannes O. C. Francia                   | 4.ª           | 2021-22       | 10    | 0     | 0                   | 0                   | 0                          | 0                          | 10    | 0     |
| Vannes O. C. Francia                   | Total club    | Total club    | 10    | 0     | 0                   | 0                   | 0                          | 0                          | 10    | 0     |
| Total carrera                          | Total carrera | Total carrera | 16    | 0     | 0                   | 0                   | 0                          | 0                          | 16    | 0     |